# Ali Bei Alquibir
Ali Bei Alquibir (em árabe: علي بك الكبير; romaniz.: Ali Bey al-Kabir; 1728–1773) era um líder mameluco no Egito. Apelidado de Jim Ali ("Ali, o Diabo") e Bulute Capã ("Apanhador de Nuvens"), ganhou destaque no ano de 1768 quando se rebelou contra seus governantes otomanos, tornando independente o Eialete do Egito do Império Otomano. Seu governo terminou após a insubordinação de seu general mais confiável, Abu Aldaabe, que levou à queda e a sua morte.